# Loxosomella worki
Loxosomella worki är en bägardjursart som beskrevs av Nielsen 1966. Loxosomella worki ingår i släktet Loxosomella och familjen Loxosomatidae. Inga underarter finns listade i Catalogue of Life.